# Paget
För andra betydelser, se Paget (olika betydelser).
Paget är en parish i Bermuda (Storbritannien). Den ligger i den sydvästra delen av landet, 2 km söder om huvudstaden Hamilton. Antalet invånare är 5 179. Arean är 5,3 kvadratkilometer. 
Terrängen i Paget är platt.